# Askers prosteri

Prosterier i Oslo stift. Det ljusröda området på kartan är Askers prosteri.

Askers prosteri (norska: Asker prosti) är ett kontrakt (prosteri, norska: prosti) i Oslo stift inom Norska kyrkan. Kontraktet omfattar Askers kommun i Akershus fylke i sydöstra Norge.

## Socknar
Askers prosteri består av tio socknar (norska: sokn eller sogn) inom Askers kyrkliga samfällighet (norska: kirkelige fellesråd):
- Askers socken
- Heggedals socken
- Holmens socken
- Nordre Hurums socken
- Røykens socken
- Slemmestad og Nærsnes socken
- Søndre Hurums socken
- Vardåsens socken
- Åros socken
- Østenstads socken